# Armand-Louis-Maurice Séguier
Pour l’article homonyme, voir Séguier.
Armand-Louis-Maurice, baron Séguier (3 mars 1770 à Paris - 14 mai 1831 à Paris) est un militaire royaliste français, également consul, dramaturge et commandeur de la Légion d'honneur.

## Biographie
Armand-Louis-Maurice est admis comme page de la petite écurie en 1783. Au sortir de cette prestigieuse école en 1787, il devient sous-lieutenant dans les dragons de Lorraine. Émigré en 1790 avec sa famille, il s'engage dans le Corps de Condé (armée des émigrés), en fait toutes les campagnes, et est choisi pour accompagner Louis XVIII dans sa retraite à Halle. 
De retour en France en 1801, il est nommé consul à Patna (sur le Gange en Inde). Au cours de son voyage vers cette destination, il fait une halte à Pondichéry ; décidant malencontreusement de passer une nuit à terre, il apprend à son réveil que le traité d'Amiens a été rompu et que son escadre avait reçu l'ordre de quitter les eaux indiennes. Se retrouvant seul à Pondichéry, il est fait prisonnier par les Anglais qui le ramènent lentement en Europe où il reste prisonnier sur un bateau devant Deal pendant quelque temps avant d'être libéré par échange.
Le 9 avril 1806 il est nommé commissaire des relations commerciales à Trieste. Nommé ensuite consul-général dans les provinces Illyriennes, il y reste en poste jusqu'au départ de l'armée française en 1813.
Déjà chevalier de la Légion d'honneur, il est nommé chevalier de l'ordre de Saint-Louis le 11 octobre 1814. 
En 1815, Louis XVIII le nomme consul-général à Londres. À partir de 1816 il a eu comme élève vice-consul César Moreau.
Le 26 mai 1820, il constitue un majorat en Lozère pour le titre de baron sur des terres appelées "La Bastide".
Nommé (renommé ?) officier de la Légion d'honneur en mai 1821, il est fait commandeur de la Légion d'Honneur en octobre 1826.
Il prit à cœur son consulat à Londres, écrivant de longs rapports détaillés non seulement sur les intérêts commerciaux mais aussi sur la situation intérieure et la politique de l'Angleterre. Affaibli dans sa tâche, son neveu Armand Séguier le ramena à Paris où il mourut le 14 mai 1831. Il est inhumé à Malicorne, domaine d'Hautefeuille dont son frère Antoine-Jean-Matthieu était le seigneur.
Entre 1798 et 1809, il a créé une dizaine de pièces de vaudeville qui furent assez bien reçues. Il a aussi créé trois pièces de théâtre avec Dupaly : les Otages, le procès  de Scudéry et le Sauvage de l'Aveyron. Mais sur le plan littéraire il a surtout été connu pour son poème intitulé la Naissance de la Mode, publié en 1819 ; Noël et Delaplace en ont inclus des fragments dans leurs Leçons de littérature française.

## Famille
Son père est Antoine-Louis Séguier, magistrat, sa mère Marguerite Henriette Vassal (voir la page de son frère aîné).
Il a pour frère aîné Antoine-Jean-Matthieu Séguier.
Tout comme son cousin Jean-Jacques-Régis de Cambacérès, il ne s'est pas marié et n'a pas eu d'enfants.

## Œuvres
- 1805 : Le Lendemain de la pièce tombée, comédie en 1 acte, mêlée de vaudevilles, avec Emmanuel Dupaty et Jean-Baptiste Dubois, Paris, Vaudeville, 13 fructidor an XIII